# Бухло, Фриц
Фри́ц Бухло́ (нем. Fritz Buchloh; 26 ноября 1909, Мюльхайм-ан-дер-Рур, Пруссия — 22 июля 1998, Мюльхайм-ан-дер-Рур, Северный Рейн-Вестфалия) — немецкий футбольный вратарь. На чемпионате мира по футболу в 1934 году в составе команды нацистской Германии завоевал бронзовые медали.

## Карьера

### Клубная карьера
С 1933 по 1938 годы Фриц был вратарём в клубе «Шпельдорф» (нем. VfB Speldorf). Он считался энергичным вратарём с хорошим позиционированием и отличными рефлексами. Было отмечено, что «в отличие от вратаря Ханса Якоба, который был известен как жёсткий и массивный игрок, Фриц выделялся своей расслабленной элегантностью». Журналист Ханнес Бергер писал, что у Фрица было сильное чувство мяча. В составе клуба VfB Speldorf Фриц Бухло дважды выиграл лигу Bezirksklasse Niederrhein.
После окончания сезона 1937/1938 годов, Фриц поступил в Императорскую Академию в Берлине, для того чтобы стать квалифицированным преподавателем по физической культуре и спорту. В это же время он также защищал ворота футбольного клуба «Герта». В 1939 году он вернулся в западную Германию и до конца своей карьеры (до 1945 года) играл за клуб Шварц-Вайсс Эссен.

### Сборная и тренерская карьера
С 1932 по 1936 годы он принял участие в 17 играх сборной Третьего рейха, большинство из которых носили статус товарищеских матчей. Фриц был вратарём в матче «Люксембург — Германия» отборочного турнира Чемпионата мира по футболу 1934 года. Этот матч закончился со счётом 1:9.
Фриц Бухло вызывался на сборы чемпионатов мира по футболу 1934 и 1938 годов, однако в играх не принимал участие. На Летних Олимпийских играх 1936 года защищал ворота сборной Третьего рейха в матче, где была разгромлена сборная Люксембурга со счётом 9:0.
В 1949 году Фриц возглавил сборную Исландии по футболу, став таким образом, первым немецким тренером после войны за границей.